# Il magnifico texano
Il magnifico texano é um filme ítalo-espanhol de 1968, do gênero Faroeste, dirigido por Luigi Capuano, roteirizado pelo diretor,  Arpad DeRiso, Robert Keaton e Manuel Martínez Remís, música de Francesco De Masi

## Sinopse
Um cavaleiro mascarado exerce atos de vingança contra os bandidos que tomaram seu lar e exterminaram sua família.

## Elenco
- Glenn Saxson....... Manuel Lopez
- Massimo Serato....... Blackie Stark (como John Barracuda)
- Barbara Loy....... Evelyn Wilkins
- Beni Deus....... Juiz Wilkins (como Beny Deus)
- Gloria Osuna....... Carmen
- Fulvia Franco....... Estella (como Lola Larsen)
- Giorgio Cerioni....... William (como George Greenwood)
- Nerio Bernardi....... Cico (como Nerik Berkoff)
- Luis Induni....... Xerife (como Louis Induni)
- Riccardo Pizzuti....... Jimmy Stark (como Richard Stark)
- Mirella Pamphili....... Corinne (como Mary Sullivan)
- Rossella Bergamonti
- Anna Miserocchi....... Corina Wilkins (como Helen Wart)
- Glauco Onorato....... José Pereira